# Bo Huldt
Bo Huldt, född 24 april 1941, död 26 maj 2015, var en svensk historiker och expert inom utrikespolitik.

## Biografi
Bo Huldt tillhörde den så kallade stockholmssläkten Huldt, varav en gren adlades med namnet Hultenheim; hans egen släktgren kom till Västerbotten.
Huldt disputerade i historia 1974 vid Lunds universitet på en avhandling om Sveriges delaktighet i FN med särskilt hänseende på avkoloniseringen. Därefter blev han docent vid Sekretariatet för framtidsstudier och året därpå ingick han i Statsrådsberedningen, där han stannade till 1979. Samma år började han som forskare vid Utrikespolitiska institutet och blev dess chef 1988. Därutöver var han chef vid Internationella institutet för strategiska studier i London (IISS) 1992-1993. Åren 1994-2001 var han anställd vid Försvarshögskolan, där han vid 1996 fick en professur i säkerhetspolitik med strategi. 1997–1998 var han Försvarshögskolans chef för Institutet för högre totalförsvarsutbildning.
Huldt var ledamot av Kungliga Krigsvetenskapsakademien sedan 1985, och var sedan 2006 akademins styresman.
Bo Huldt utbildade sig till reservofficer i armén och har tillhört Norra Skånska regementet, P6.  Han avlade officersexamen 1 september 1962 och befordrades till kapten 1 juli 1972.
I januari 2008 tilldelades han H.M. Konungens medalj i 12:e storleken i serafimerordens band.
Huldt var släkt med industrimannen Kristoffer Huldt och arkitekten Åke H. Huldt.